# Conselho Central da Ucrânia
O Conselho Central da Ucrânia, também chamada de Rada Central da Ucrânia (em ucraniano:  Українська Центральна Рада, transl. Ukrainska Tsentralna Rada), foi o conselho ucraniano que unia representantes de soldados, trabalhadores e camponeses, bem como alguns membros de organizações políticas, públicas, culturais e profissionais da República Popular da Ucrânia. Após o Congresso Nacional Ucraniano (19 a 21 de abril de 1917), o Conselho se tornou o parlamento revolucionário no período interbellum, durando até a Guerra Ucraniano-Soviética. Ao contrário de muitos outros conselhos na República Russa, a bolchevização deste conselho falhou completamente, levando os bolcheviques na Ucrânia a se mudarem para Kharkov.[carece de fontes?]

## Visão geral
Desde o seu início, o conselho dirigiu o movimento nacional ucraniano e com seus quatro Universais liderou o país da autonomia para a soberania total. Durante sua breve existência de 1917 a 1918, a Rada Central, que foi chefiada pelo historiador e etnólogo ucraniano Mykhailo Hrushevsky, evoluiu para a instituição fundamental de governo da República Popular da Ucrânia e estabeleceu precedentes na democracia parlamentar e independência nacional que formaram a base de uma identidade ucraniana independente após a dissolução da União Soviética.[carece de fontes?]
Durante a era soviética, a ideologia oficial descreveu o Conselho Central como um órgão contra-revolucionário da burguesia e dos partidos nacionalistas pequeno-burgueses.